# Мајшперк
Мајшперк (словен. Majšperk) је насеље и управно средиште истоимене општине Мајшперк, која припада Подравској регији у Републици Словенији.
По попису становништва из 2011. године, насеље Мајшперк имало је 662 становника.